# Gemünda in Oberfranken
Gemünda in Oberfranken (amtlich: Gemünda i.OFr.) ist ein Gemeindeteil der oberfränkischen Stadt Seßlach im Landkreis Coburg.

## Geographie
Gemünda liegt etwa zwölf Kilometer westlich von Coburg im Mündungsbereich der Kreck in die Rodach. Die Gemarkungsgrenze entspricht im Nordosten der bayerischen Landesgrenze zu Thüringen. Die Staatsstraße 2204 von Seßlach nach Autenhausen führt durch den Ort. Etwa zwei Kilometer nordöstlich von Gemünda, an der Landesgrenze zu Thüringen, liegt an der Rodach die Gehegsmühle.

## Geschichte
Gemünda wurde 837 erstmals urkundlich erwähnt, als der Testamentvollstrecker des Grafen Asis dem Kloster Fulda Güter in „Gimundi“ schenkte. Wie Seßlach gehörte Gemünda zum Hochstift Würzburg. Dorfherren waren unter anderem die von Rosenau, die von Bibra, die Stein zu Ostheim und die Marschälle zu Erlebach. Am bedeutendsten waren die von Lichtenstein. Das Klosteramt Tambach besaß zehn Höfe in dem Ort.
Der Bau einer Kirche durch die Herren von Lichtenstein ist für das Jahr 1401 belegt. Ein Wasserschloss wurde im 15. Jahrhundert errichtet. Zu dem Rittergut gehörten unter anderem drei Hofstellen, ein Weinberg und Tongruben. Ende des 18. Jahrhunderts wurde das Schloss abgebrochen. Wein wurde bis ins 18. Jahrhundert angebaut. Während die Nachbarorte wie Autenhausen und Dietersdorf, die zum Klosteramt Tambach gehörten, katholisch blieben, führten die Herren von Bibra 1590 in Gemünda die Reformation ein.
Zu Gemünda gehört die Gehegsmühle im Kaltengrund des Rodachtales, an der Grenze zu Thüringen, die 1727 erstmals genannt wurde und bis 1850 als Papiermühle arbeitete. Eine kleine Kommunbrauerei wurde 1870 errichtet, die bis 1963 Bier braute.
Im 18. Jahrhundert hieß Gemünda „Gemünden an der Kreck“ und im 19. Jahrhundert „Gemünda an der Kreck“. Seit 1926 führt der Ort den heutigen Namen.
Im Januar 1806 nahm Graf Joseph Carl die Tambacher Lande, zu denen auch Gemünda gehörte, als reichsunmittelbare Grafschaft Ortenburg-Tambach in Besitz. Im Oktober 1806 wurde die Grafschaft mediatisiert. Von Dezember 1806 bis 1814 gehörte Gemünda als Teil des Tambacher Landes zum Großherzogtum Würzburg. Nach dessen Auflösung wurde das Herrschaftsgericht Tambach dem Mainkreis zugeordnet. 1862 erfolgte die Eingliederung der Landgemeinde Gemünda mit ihrem Gemeindeteil Gehegsmühle in das neu geschaffene bayerische Bezirksamt Staffelstein.
Nach dem Zweiten Weltkrieg prägte bis 1989 die Lage an der innerdeutschen Grenze den Ort.
1925 hatte das Dorf 398 Einwohner und 89 Wohngebäude. 382 Personen gehörten der evangelisch-lutherischen Kirche an. Um 1940 gab es in Gemünda 55 landwirtschaftliche Klein- und Kleinstbetriebe. Im Jahr 1987 hatte das Dorf 487 Einwohner und 130 Wohngebäude mit 152 Wohnungen. 1989 arbeiteten im Dorfkern 18 Dienstleister, Handwerks- und Gewerbebetriebe und 4 Haupterwerbslandwirte. 2002 waren 26 landwirtschaftliche Betriebe, Gewerbe- und Dienstleistungsbetriebe vorhanden. 2006 wurden 50 Übernachtungsmöglichkeiten angeboten.
Am 1. Juli 1972 wurde der Landkreis Staffelstein aufgelöst. Seitdem gehört Gemünda zum Landkreis Coburg. Im Zuge der bayerischen Gebietsreform verlor Gemünda am 1. Mai 1978 seine Selbstständigkeit als Gemeinde und wurde ein Stadtteil von Seßlach.
2008, 2010 und 2015 fanden in Gemünda ökumenische Passionsspiele als Laientheater auf temporären Freilichtbühnen statt.

## Einwohnerentwicklung
| Jahr | Einwohnerzahl |
| ---- | ------------- |
| 1875 | 00000480      |
| 1900 | 00000399      |
| 1925 | 00000398      |
| 1950 | 00000538      |
| 1970 | 00000474      |
| 1987 | 00000487      |
| 2015 | 00000522      |
| 2025 | 00000472      |

## Sehenswürdigkeiten

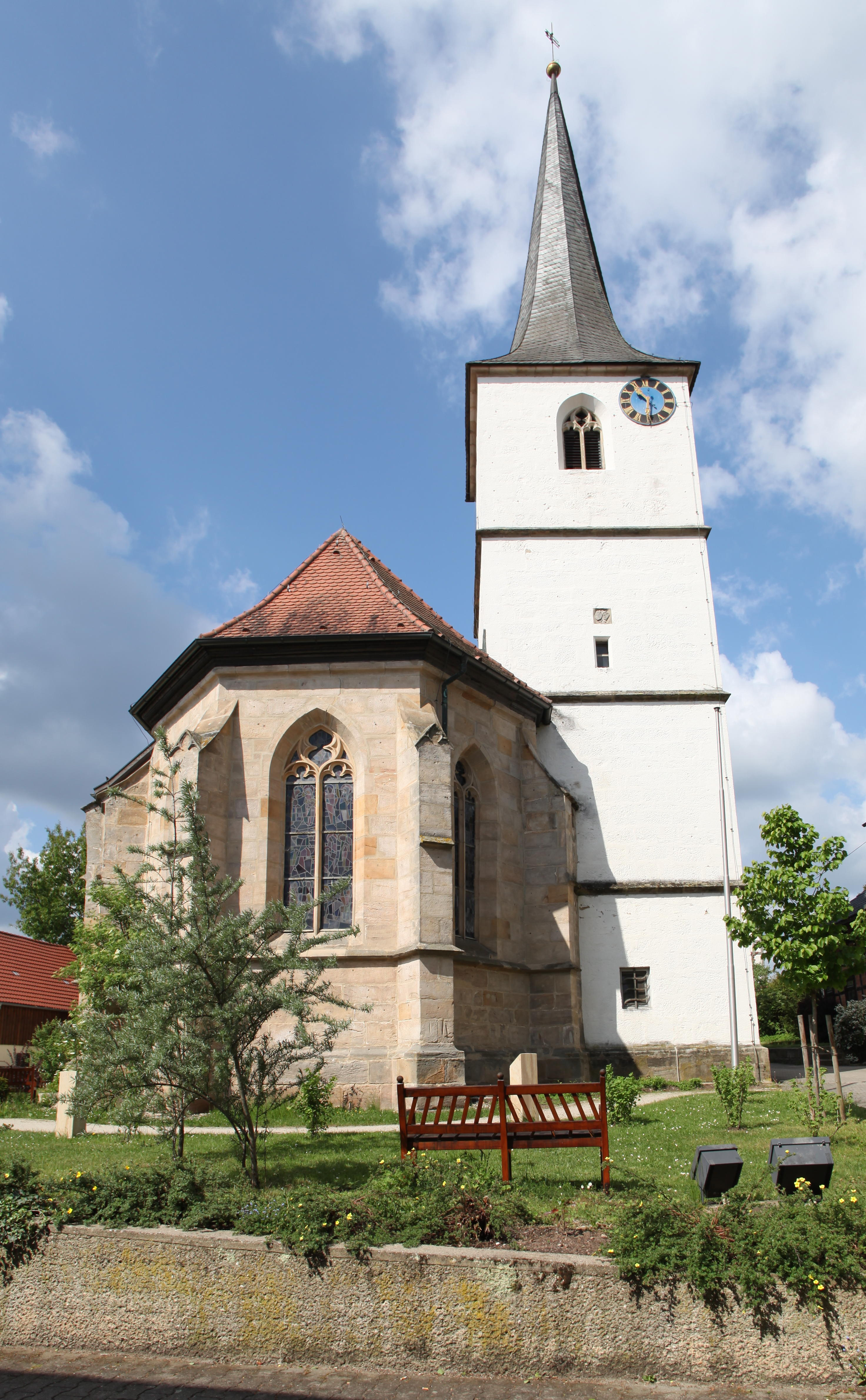
Pfarrkirche

Gemünda hat einen hohen Anteil von denkmalgeschützten und das Ortsbild prägenden Bauwerken. In der Liste der Baudenkmäler in Gemünda sind 20 Baudenkmäler aufgeführt.
Die evangelisch-lutherische Pfarrkirche St. Johannis, auf einer Anhöhe stehend, ist ein spätmittelalterlicher Saalbau mit einem gotischen, eingezogenen Chor. Sie stammt in ihrem Kern aus dem Jahr 1515. Der 35 Meter hohe Kirchturm wurde zwischen 1566 und 1568 errichtet. 1787 wurde ein neues Kirchenschiff geweiht.
Die Kapelle an der Heiligenleite, direkt an der ehemaligen innerdeutschen Grenze gelegen, entstand 2011/12. Auf Privatinitiative ließ die Stiftung 1150 Jahre Dorfgemeinschaft Gemünda das Gebäude nach Plänen der Architekten Josef Starkl errichten. In der Nähe befindet sich die 2018 neu gefasste Quelle an der Heiligenleite.

## Persönlichkeiten
- Siegismund Justus Ehrhardt (1732–1793) war Sohn des Gemündaer Ortspfarrers Adam Georg Ehrhardt.
- Heinrich Stephani (1761–1850) war Sohn des Gemündaer Ortspfarrers Georg Leonhard Adam Stephani.